# カード学園
『カード学園』（カードがくえん）は、TBSで2009年4月から2010年3月まで放送されていたハイビジョン制作のブシロード一社提供でトレーディングカードゲーム（TCG）を扱ったバラエティ番組。

## 概要
カードゲーム初心者のアイドルがルールなどを教わりながらカードゲームの腕を磨いていき、最終的には公式開催の大会に出場する。
収録は都内のキックボクシングジムにあるリングの中に机などのセットを置き、アイドルたちが着席している状態で行われた。アイドルたちはアニメ・ゲーム作品のコスプレ衣装を着用した「生徒」という設定。
毎回カードゲームが流行していることを説明するオープニングが番組の冒頭で流されるが、実際に番組内で使用しているトレーディングカードはスポンサーのブシロードから発売されている『ヴァイスシュヴァルツ』のみである。
『ヴァイスシュヴァルツ』のルールをThe マッシュから教わった上で、毎回生徒1名が講師の橘田いずみと、もしくは生徒同士2名が対戦する。
そのほか、最新のアキバカルチャーの紹介（ロケ企画。初期のみ）、さまざまなテーマにちなんだホームルーム風のトークコーナーや、専門のインストラクターからダンスを教わる「体育の時間」、さらに3分程度のショートアニメ『ヴァイス・サヴァイヴ』も織り交ぜられるなど、複合的な番組構成となっていた。
トークコーナーのセット内には、地平上にもいくつか小型カメラが設置されており、座っているアイドルをローアングルから映すシーンがたびたび挿入されていた。BGMには『ドラえもん』（大山のぶ代期）のものが多用されていた。
放送は関東ローカルであったが、TBSで2010年3月26日に放送が終了してすぐ、同年4月4日からBS-TBSで毎週日曜24時00分から再放送が行われ、日本全国で視聴ができた。

## 出演

### 司会
- ほたるゲンジ
  - 無法松（園長）
  - 桐畑トール（副園長）

### 講師
ショートアニメ『ヴァイス・サヴァイヴ』にも声優として出演。『出場枠争奪!カード学園CUP』の企画では、審判を務めた。
- Theマッシュ
- 橘田いずみ

### その他
- 中村聡 - ゲーム解説
- 高野貴裕（TBSアナウンサー） - カード対戦中の実況
- ドン・エビータ - ナレーション

### アイドル
★ - 途中で「退学」
☆ - 「留年」として2009年10月9日以降も出演。なお、留年生は10月9日からコスプレ衣装も変わっている。
◎ - 『全国制覇編』に出演。

#### 0期生
| 出席 番号 | 氏名         | 当番組中での キャッチコピー | コスプレ作品                                     | 備考 |
| --------- | ------------ | --------------------------- | ------------------------------------------------ | --- |
| 001       | ☆ 藤井玲奈   | 超少女アイドル              | CLANNAD → リトルバスターズ!                      | メンバー中最年少。 「園長（無法松）のお気に入り」と紹介されている。 |
| 002       | ★ 桐山瑠衣   | カーアイドル                | リトルバスターズ!                                | 自動車マニアであることから。 2009年6月26日放送の月末試験で最下位となり、この日限りで退学。 |
| 003       | ★ れいか     | 麺ドル                      | D.C.II 〜ダ・カーポII〜                          | 大のラーメン好きであることから。 芸能界休業のため、2009年7月10日で番組初の自主退学（最後の出演はVTRのみ）。 |
| 004       | ★ 春菜はな   | モーモーアイドル            | らき☆すた                                        | バスト108cmであることから。 2009年5月29日放送の月末試験で赤点（45点）を出したため、この日限りで退学。 |
| 005       | ◎ 多田あさみ | 電脳アイドル                | ペルソナ4 → 作品設定無し                         | アニメ、パソコン好きであることから。 |
| 006       | ☆◎ 川崎希    | 正統派アイドル              | らき☆すた → 宇宙をかける少女 → リトルバスターズ! | 元AKB48メンバー。全アイドルの中では、『全国制覇編』を含めると、唯一0期から継続して出演している。 |
| 007       | 田中冴花     | 農業アイドル                | 魔法少女リリカルなのはStrikerS                   | アイドル活動の一方で農業も営んでいることから。 「婿養子募集中」と紹介されている。 |
| 008       | ◎ 山下若菜   | イラドル                    | らき☆すた → 作品設定無し                         | 人をイラッとさせるような振る舞いから。 |
| 009       | ◎ 小久保ナナ | キャバドル                  | CLANNAD → 作品設定無し                           | 現役キャバクラ嬢でもあることから。 2009年6月5日放送回から出演。 |
| 010       | 山口ひかり   | 闘（アクション）アイドル    | 宇宙をかける少女（秋葉）                         | 護身術が特技で、アクションドラマにも 出演したことがあったことから。 2009年7月3日放送回から出演。 |
| 011       | ★ みゆこ     | ばぶドル                    | 魔界戦記ディスガイア                             | 赤ちゃん言葉や仕草で振る舞うことから（赤ちゃん系アイドル）。 れいかの自主退学を受けて2009年7月17日放送回から出演。 2009年7月31日放送の月末試験で赤点（45点）を出し、この日限りわずか3週で退学。                                                                 |
| 012       | ☆★ 白河雪菜  | 雀ドル （麻雀アイドル）     | 魔法少女リリカルなのはStrikerS → Fate/stay night | 2008年夕刊フジ杯準優勝、麻雀六大学リーグ最高得点賞などこれまで多くの麻雀大会で賞を受賞。 現役の早稲田大学法学部学生2009年8月7日深夜放送の回において、このように紹介。 2009年8月7日放送回から出演。 2009年10月30日放送の月末試験で赤点を出し、この日限りで退学。 |

#### 1期生
| 出席 番号 | 氏名         | 当番組中での キャッチコピー | コスプレ作品                                                         | 備考 |
| --------- | ------------ | --------------------------- | -------------------------------------------------------------------- | --- |
| 101       | ◎ 立花麗美   | 柔ドル                      | CLANNAD                                                              | 柔道2段の資格があることから。 |
| 102       | ◎ 浦えりか   | レスドル                    | ペルソナ4 → とある科学の超電磁砲                                     | プロレスでの試合の経験があることから。 |
| 103       | ◎ 杏野はるな | ゲムドル                    | D.C.II 〜ダ・カーポII〜 → D.C. 〜ダ・カーポ〜                        | ゲーム雑誌で連載を10本持っていると いうことから。                                                                                           |
| 104       | 鎌田紘子     | ドルドル                    | 魔法少女リリカルなのはStrikerS                                       | 美少女アイドル好きであることから。 |
| 105       | ★ 成田ゆうこ | パチドル                    | 魔法少女リリカルなのはStrikerS                                       | 生活を賭けるほどのパチンコ好きであることから。 2009年10月30日放送の月末試験で赤点を出し、この日限りで退学。                                 |
| 106       | ◎ 秋山ゆりか | ボードル                    | 涼宮ハルヒの憂鬱                                                     | THE ポッシボーメンバーで、ボウリングが特技。 ボードルの「ボー」はポッシボーとボウリングとを掛けているという。 2009年11月6日放送回から出演。 |
| 107       | ◎ 守永真彩   | 二世アイドル                | Phantom 〜Requiem for the Phantom〜 → 魔法少女リリカルなのはStrikerS | 母親が白石まるみの「二世アイドル」であることから。 2009年11月6日放送回から出演。                                                            |

## コーナー・企画
（以下出典：）
体育の時間
アイドル全員が体操着に着替え、体操やダンスの講師を迎えて行っている。主に番組中盤に放送。番組の最初で放送していることもあった。これまでに迎えた講師は、HOTTIE CAT（レゲエダンスユニット、2009年5月29日 - 6月27日）、石川小百合（サンバダンサー、2009年7月3日 - 7月10日）、ニコル（ベリーダンサー、2009年8月7日）など。2009年7月17日放送では、全員水着姿でアクアビクスの授業を受けた。
2010年2月26日放送では「特別講師」に白石まるみを迎え、アイドルポーズなどの指導を行った。なお、これらの日は生徒は全員水着で出演した（1期生・守永真彩にとっては、親子共演となった）。
ホームルーム
毎回テーマを決めて、アイドルたちとほたるゲンジ2人と掛け合いのトークや寸劇などを演じている。脱落者が決まる可能性のある毎月最終週（2009年10月まで）は、アイドルたちが“辞世の句”を披露することが恒例となっていた。
ヴァイスシュヴァルツ講座

ヴァイスシュヴァルツ ドリームマッチ
高野貴裕（TBSアナウンサー）の実況、中村聡（遊宝洞）の解説で進行。橘田いずみがこのコーナーで実戦出場することがある。このコーナーには、準レギュラーで長島☆自演乙☆雄一郎がプレイヤーとして出演していた。7月17日放送では、生徒のアイドル同士の対戦を行い、それまでの授業の成果を見せた。
なお、この番組はハイビジョン制作にもかかわらず、当コーナーでは画面の外側にチェック模様のサイドパネルが装飾されていた。
筆記試験
一般常識問題などを出題、問題の中にはエッチな解答を誘い出すようなものが含まれており、結果発表の時に珍答を紹介することが恒例となっている。最高得点を獲得したアイドルが最優秀生徒となり、最優秀生徒バッジを2個集めると、自分のオリジナルトレーディングカードを作ることが出来るというシステムとなっている（しかし、1位獲得者が2人以上となった場合は、バッジの授与も見送りとなる）。毎月最終週に月末試験が行われ、そこで赤点（49点以下）を出した場合は、その時点で退学になり、次の週から新しい生徒と入れ替わるというルールになっている（新入候補生たちはTCGなどの授業を別室で受けていたため、途中から加入しても付いて行けるというシステムであるという）。なお、月末試験での1位獲得者は最優秀生徒バッジのカウントに含めていない。
2009年7月17日放送では「夏の強化試験」として、筆記試験のほか『ドキッ 生徒だらけのプールDE騎馬戦』を開催。騎馬戦は3戦行い、勝利チームのメンバー全員に第1戦・15点、第2戦・15点、第3戦・20点が追加され（チームのメンバーは一戦ごとに入れ替え）、試験の点数に追加された。なお、試合中は『ドキッ!丸ごと水着!女だらけの水泳大会』などのように、画面右下で生徒のアイドルたちが歌う様子がワイプ画面で放送されていた。また、2009年7月24日放送では同様に『ドキッ 生徒だらけのサウナDE我慢大会』が行われ、この点数（1位から順に50点、30点、25点、20点、15点、10点、5点、0点）も筆記の点数に加点された。
なお、この筆記試験は2009年11月以降は行われず、退学者が決まる「月末試験」も行われていなかった。
（以下、最優秀生徒となったアイドル。太字は2回以上）
多田あさみ - 2009年4月3日、5月22日、6月19日
田中冴花 - 2009年4月10日、5月15日、6月12日
山下若菜 - 2009年4月17日、5月1日、7月3日
川崎希 - 2009年5月8日、10月23日
小久保ナナ - 2009年6月5日
藤井玲奈 - 2009年7月10日、7月17日
白河雪菜 - 2009年8月7日、10月9日、10月16日
浦えりか - 2009年10月16日
出場枠争奪!カード学園CUP
2009年11月からの企画。この年の12月26日に行われた『ヴァイスシュヴァルツ ワールドグランプリ2009』のトリオサバイバルカップ部門（3人1組で出場）の出場者を8人の生徒たちの中から決めるため、4人ずつのA、Bブロックのリーグ戦と決勝トーナメントを開催。リーグ戦のブロックは、腕相撲で勝ち抜いた順に決めることが出来た。
Aブロック - 浦、鎌田、守永、立花
Bブロック - 秋山、川崎、杏野、藤井
以上のリーグ戦で行われ、各ブロックの成績上位2名となった鎌田、立花、秋山、杏野が決勝トーナメント進出。
決勝トーナメント1回戦第1試合 - 鎌田×秋山（12月4日放送）
同第2試合 - 立花×杏野（12月11日放送）
決勝戦 - 鎌田×立花（12月25日放送）
この結果、立花の優勝と決まった。なお、秋山×杏野の3位決定戦は杏野が勝ち、ヴァイスシュヴァルツワールドグランプリ2009へは立花、鎌田、杏野の3人1組での出場となった。
第2回ヴァイスシュヴァルツCUP
2010年3月放送。この出場枠の決定は、同年2月に「足相撲大会」で、以下のカードで成績上位順に枠が決められた。
1回戦 - 藤井×秋山、鎌田×浦、守永×川崎、立花×杏野
2回戦 - 秋山×鎌田、守永×杏野
決勝 - 秋山×守永
以下はヴァイスシュヴァルツCUPの対戦表（太字は勝者）
1回戦 - 川崎×浦、藤井×杏野、守永×鎌田、立花×秋山
2回戦 - 川崎×杏野、守永×立花
決勝 - 川崎×守永
カードゲーム講座

エンディングトーク
ロッカー室でのアイドルたちによるフリートーク。衣装はコスプレ姿、体操着姿でのそれぞれのパターンがある。7月17日と7月24日放送はホテルの一室でフリートークをした。
その他
- 2009年8月7日放送では、山下若菜の「お宅訪問」（レポーターは多田あさみ）の企画が放送された。
- 2010年1月15日より、橘田いずみと生徒のアイドルとのヴァイスシュヴァルツエキシビションマッチが行われている。
- 2010年1月29日、2月6日は「生徒の裏顔を調査」という企画を放送（2月6日放送では、オリジナルブランドを立ち上げ、その打ち合わせに来ていた川崎希にほたるゲンジの2人が突撃取材）。
- 2010年2月12日は、0期生・多田あさみのお宅訪問（寝起きレポート）の模様を放送。

### ぷちアニメ『ヴァイス・サヴァイヴ』
番組後半で放送されていたショートアニメで、2009年6月5日から同年9月25日まで第1シリーズの『ヴァイス・サヴァイヴ』、同年12月4日から第2シリーズの『ヴァイス･サヴァイヴR』が放送された。
本編で顔出し出演しているThe マッシュと橘田いずみも出演している。

## できごと
- 2009年7月17日・7月24日 - 当番組初のロケ企画となった箱根小涌園ユネッサンでの収録の模様を放送した[5][注 9][6] 。
- 2009年9月中 - 0期生の生徒8人でトーナメントを行い、優勝した山下若菜は『ヴァイスシュヴァルツ ワールドグランプリ2009』（ネオスタンダード部門）への出場が決定、この年12月26日に行われた同大会に出場した。なお、0期生は同年9月25日放送で「全員卒業」と発表され、この日は卒業証書授与と、それぞれの生徒の名場面が同時に放送された。しかし同年10月9日放送で、全員卒業と発表されていた0期生のうち、藤井玲奈、川崎希、白河雪菜は「留年」という形で10月以降も引き続き、同じ日から加入した5人の新期生に混じって出演することになった。一方で、卒業生の中で『ワールドグランプリ』に予選から出場するという0期生（多田あさみ、小久保ナナ）の様子も本番組の中で追って放送されていた[1]。
- 2010年1月8日 - 1時間の拡大版[注 10]として放送され、上記の東京・秋葉原で行われたワールドグランプリ全国大会の模様を中心にOAされた。全国大会には山下若菜の他、予選からの出場組では小久保ナナのみが出場を決めた。結果は山下が6戦全敗で決勝トーナメント進出ならず、小久保は6戦で4勝2敗（予選6位）で決勝トーナメント進出を決めるも、その初戦で敗退（全国成績は5位）。なお、後述の「出場枠争奪!カード学園CUP」からトリオサバイバルカップ部門に出場した立花麗美、鎌田紘子、杏野はるなのチームは、初戦は3人全敗、2回戦は立花のみ勝利の1勝2敗で、団体戦成績2敗となり決勝に進めなかった[7][8]。

## 番組テーマ曲
オープニング、エンディングともに、キングレコードMM制作部に所属するアーティストの楽曲が使用された。
オープニング
- 水樹奈々『Gimmick Game』（2009年4月 – 9月）
- 田村ゆかり featuring motsu from m.o.v.e『You & Me』（2009年10月 – 最終回）
- 田村ゆかり『Heavenly Stars』（全国制覇編）

エンディング
- 富田麻帆『Crimson Star』（2009年4月 – 6月）
- 宮野真守『J☆S』（2009年7月 – 9月）
- 水樹奈々『Dear Dream』（2009年10月 – 最終回）
- 麻生夏子『Dear my fortune』（全国制覇編）

## スタッフ
- 構成：櫻井たつし
- プロデューサー・演出：和泉大樹
- プロデューサー：百武健之
- 技術協力：東通
- 制作協力：T-ZONE
- 製作：TIX'ﾖ、TBS

## 特別番組
2010年8月24日の25時55分から27時15分には、TBSで特番『カード学園 全国制覇編』が放送された。
出演したのはほたるゲンジと、0期生から多田あさみ、川崎希、山下若菜、小久保ナナ、1期生から立花麗美、浦えりか、杏野はるな、秋山ゆりか、守永真彩。生徒9人が全員「ブシロードカードフェス2010全国決勝大会」を目指して各地区大会に出場（横浜：秋山・浦、札幌：小久保、長野：守永、金沢：川崎、大阪：多田、京都：立花、東京：山下・杏野。山下は福岡、杏野は熊本の地区大会にも出場）、その模様を放送した。
また、MBSでも同年9月3日に放送された（26時55分 - 28時15分、スポンサードネット）。

## DVD
- 『カード学園』（2009年11月27日、発売元・T-ZONE、販売元・ポニーキャニオン）。

2009年4月から9月の6か月間に出演していた0期生のアイドルたちのシーンを中心に収録したDVDで、収録時間は本編100分、特典映像20分。2009年11月29日には発売記念イベントとして、東京・秋葉原で購入者を対象としたトーク&握手会、撮影会が行われた。当日の出演者は、藤井玲奈、桐山瑠衣、多田あさみ、川崎希、山下若菜、小久保ナナの6人。